# Polonia (samochód)
Polonia – prototyp polskiego samochodu osobowego z 1924 roku konstrukcji inż. Mikołaja Karpowskiego.

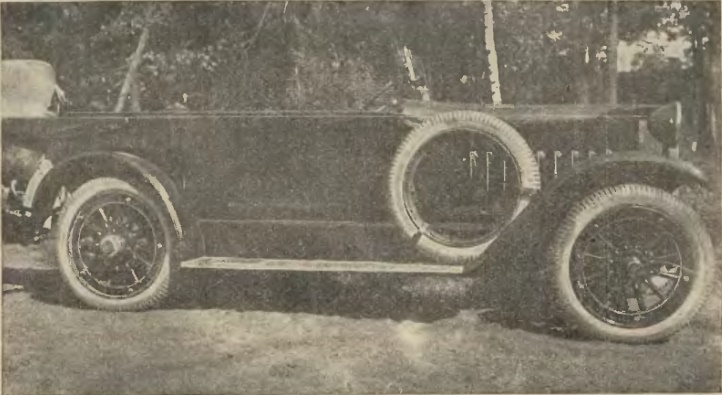
Samochód Polonia

## Opis modelu
W 1924 został zbudowany prototyp pojazdu o 6-osobowym nadwoziu torpedo przez Wojskowe Warsztaty Okręgowe nr 1 w Warszawie. Samochód zbudowany był z wielu części importowanych, jednakże całość stanowiła oryginalną konstrukcję. Silnik samochodu był 6-cylindrowy o pojemności skokowej 4769 cm³ miał moc 45 KM, co pozwalało na osiągnięcie prędkości do 100 km/h. Zaletą były liczne rozwiązania ułatwiające eksploatację, dzięki którym np. wymiana kół zębatych w skrzynce biegów zajmowała 16 minut, a wymiana półosi 30 sekund. 30 kwietnia 1924 komisja wyznaczona przez ministerstwo Spraw Wojskowych - Wydział Wojsk Samochodowych przeprowadziła badania samochodu i potwierdziła łatwość jego rozbiórki na części. 2 monterów z jednym pomocnikiem rozebrało samochód w 14 minut, montaż zajął 36 minut. Po zmontowaniu komisja odbyła samochodem jazdę próbną z Centralnych Warsztatów Samochodowych do Obozu Szkolnego Wojsk Samochodowych w forcie Wola. 

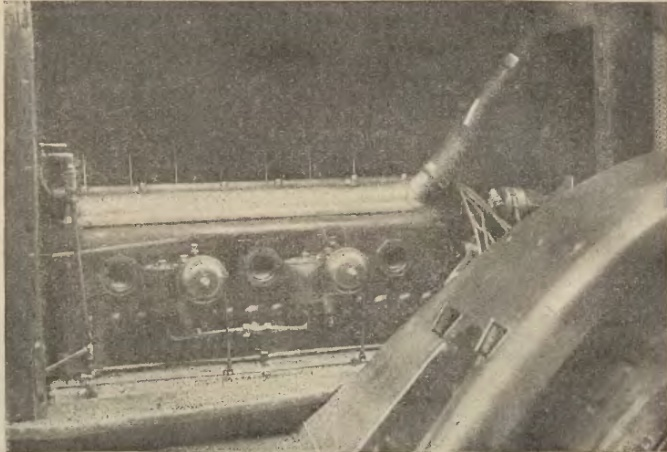
Silnik samochodu Polonia

## Dane techniczne
W pismie Automobilklubu Polski Auto podano dane techniczne samochodu:
- silnik 6 cylindrowy 4 taktowy, skok tłoku 125, typ blok I. HP. 45, podatkowych 16
- silnik miał 3 bezpieczniki zabezpieczające od pękniecia bloku podczas zamarznięcia wody w zimie
- maksymalna prędkość 90-100 km/h
- silnik zawieszony w 9 punktach, umocowany na specjalnej ramie
- karter górny silnika miał 3 otwory służące do kontroli silnika i dokręcania poluzowanych śrub
- 2 karburatory systemu "Zenith" poziome
- zapłon wysokiego napięcia Magneto typu Bosch
- skrzynia biegów 3 biegowa w przód i w tył, przekładnia kulisowa, wahliwa
- 2 hamulce na tylne kola
- koła drewniane o zdejmowanych obręczach 880x120x135
- kierownica z lewej strony
- tapicerka z prawdziwej skóry

Konstrukcja inż. Karpowskiego pomimo swojego nowatorstwa i prostoty eksploatacji nie weszła do produkcji seryjnej, a środków do jego produkcji nie było w stanie zdobyć nawet specjalnie powołane do tego celu towarzystwo. Prototyp stał później na wystawie sklepu ze słodyczami "Fromboli" przy ul. Marszałkowskiej, a następnie zakupiony jako główny fant w loterii dobroczynnej i dalsze jego losy nie są znane.